# Jarrin Solomon
Jarrin Solomon (Albuquerque, Estados Unidos, 11 de enero de 1986) es un atleta nacido estadounidense nacionalizado trinitense, campeón mundial en 2017 en relevo 4 x 400 metros.

## Carrera deportiva
En los JJ. OO. celebrados en Londres en 2012 gana el bronce en relevo 4 x 400 metros, quedando los trinitenses tras los corredores de Bahamas (oro) y de Estados Unidos (plata), siendo sus compañeros de equipo: Lalonde Gordon, Ade Alleyne-Forte y Deon Lendore.
Tres años después, en el Mundial de Pekín 2015 ganan la plata en la misma prueba, tras los estadounidenses y delante de los británicos, y siendo sus compañeros de equipo: Renny Quow, Lalonde Gordon, Deon Lendore y Machel Cedenio.
Y dos años después, en el Mundial de Londres 2017 logran el oro en la misma prueba, por delante de los estadounidenses y británicos, y siendo sus compañeros: Jereem Richards, Machel Cedenio, Lalonde Gordon y Renny Quow.